# Полет 311 на „Тай Еъруейс Интернешънъл“
Полет 311 на „Тай Еъруейс Интернешънъл“ е полет от международното летище „Дон Муанг“ в Банкок, Тайланд до международното летище „Трибхуван“ в Катманду, Непал. На 31 юли 1992 г., „Еърбъс A310-304“, който лети по маршрута се разбива при заход за Катманду. В 07:00 ч. координирано универсално време самолетът се разбива в склона на планина на 37 километра северно от Катманду на надморска височина от 3505 м и скорост от 560 км/ч, като по този начин убива всички 113 пътници и членове на екипажа на борда. Това е първата пълна загуба на такъв тип самолет и първият фатален инцидент с участието на „Еърбъс A310“.
Непалските власти установяват, че вероятните причини за произшествието са загубата на ситуационна осведоменост от страна на капитана и ръководителя на полети; езикови и технически проблеми и умора; липсата на инициатива на първия офицер; неопитността на ръководителя на полети, лошото владеене на английски език и нежеланието да се намеси в това, което той смята за пилотиране; лош надзор на неопитния ръководител на полети; лошото обучение на пилотите за заход към Катманду; и неправилно използване на системата за управление на полета на самолета.
59 дни след катастрофата на самолета при полет 311, машината, която изпълнява полет 268 на „Пакистан Интернешънъл Еърлайнс“, се разбива при заход за Катманду и убива всички 167 души на борда, най-смъртоносният инцидент в историята на страната.